# Струнні сита
Струнні сита

На вуглезбагачувальних фабриках знаходять застосування гумові сита струнного типу (рис. ). Струнні сита призначені для грохочення вологих сипких матеріалів. 
Сито струнного типу складається з гумового шнура 1, підтримуючих планок 2, хомутиків 3 і кріпильного пристрою 4 для кріплення підтримуючих планок на жорстких зв’язках 5 короба 6.  Гумовий шнур кріпиться на грохоті у поперечному напрямі за допомогою пристрою 4.
Підтримуючі планки призначені для фіксації струн на грохоті. Струни закріпляються хомутами в отворах підтримуючих полиць. Кро-мки отворів розвальцьовуються.  Гумовий шнур виготовлюють з гуми марки ІР52а діаметром 6,5; 10; 12; і 15 мм. Діаметр шнура приймається залежно від крупності матеріалу, що відсівається. Так для відсіву мате-ріалу крупністю 0 – 6 мм застосовують шнур діаметром 6,5 мм, а для ві-дсіву матеріалу крупністю 0 – 50 мм – шнур діаметром 15 мм. 
Переваги струнних сит – стійкість до корозії і стирання, низька засмічуваність.